# Iván Fischer
Pour les articles homonymes, voir Fischer.
Dans le nom hongrois Fischer Iván, le nom de famille précède le prénom, mais cet article utilise l’ordre habituel en français Iván Fischer, où le prénom précède le nom.

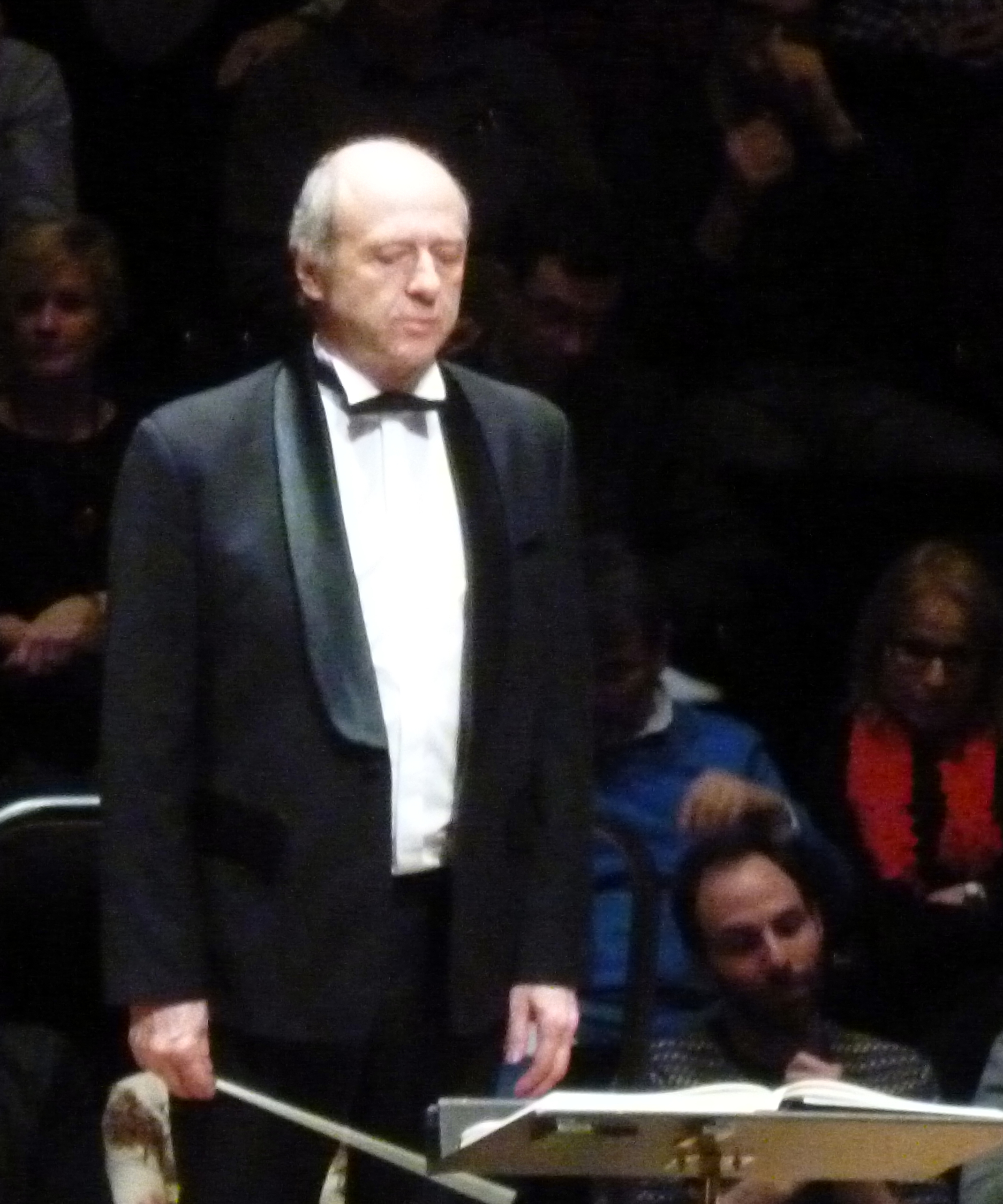
Iván Fischer avec l'Orchestre du Festival de Budapest à la Philharmonie de Paris

Iván Fischer est un chef d'orchestre hongrois, né le 20 janvier 1951 à Budapest.

## Biographie
Iván Fischer étudie le piano et le violon, puis le violoncelle. Il étudie la direction auprès d'Hans Swarowsky et de Franco Ferrara, et devient l'assistant de Nikolaus Harnoncourt.
D'abord invité à diriger des orchestres londoniens, il se rend aux États-Unis afin de se consacrer à un cycle Brahms avec l'Orchestre philharmonique de Los Angeles. En 1983, avec Zoltán Kocsis, il fonde l'orchestre du Festival de Budapest qu'il dirige toujours.
Il dirige, en tant que chef invité, les plus prestigieuses phalanges internationales. Il dirige également des opéras et a été nommé directeur musical de l'Opéra national de Lyon entre 2000 et 2003.
En 2006, il reçoit le Prix Kossuth.
Trois membres de sa famille sont également chefs d'orchestre : son père Sándor, son frère Ádám et son cousin György.
De 2012 à 2018 il a été le directeur musical du Konzerthaus de Berlin.
En juillet 2024, il est nommé directeur musical de l'Orchestre des jeunes de l'Union européenne.

## Discographie
Fischer est particulièrement réputé pour ses enregistrements consacrés aux œuvres de Béla Bartók, Zoltán Kodály et Antonín Dvořák, tous réalisés avec l'Orchestre du Festival de Budapest. L'enregistrement du Mandarin merveilleux de Bartók a reçu le Gramophone Award en 1998. Il enregistre pour Channel Classics Records (en).